# Anatonochilus pletus
Anatonochilus pletus är en skalbaggsart som beskrevs av Jan Krikken 1980. Anatonochilus pletus ingår i släktet Anatonochilus och familjen Cetoniidae. Inga underarter finns listade i Catalogue of Life.